# Годоберинский язык
Годоберинский язык (годоб. гъибдилӀи мицци) — язык годоберинцев, принадлежит к андийской ветви нахско-дагестанской семьи языков. Распространён в трёх сёлах в Ботлихском районе Дагестана. Число носителей составляет около 4 000 человек.
От других андийских языков годоберинский язык отличается отсутствием корреляции по интенсивности среди абруптивов. В области морфологии имеется противопоставление ограниченного и неограниченного множественного числа у отдельных существительных (ср. «зини» ‘корова’ — ограниченное множественное число «зини-бе», неограниченное множественное число «зин-е»), неразличение форм локатива и аллатива и некоторые другие особенности.

## Название
Название «годоберинский» происходит от аварского названия годоберинцев: гъодоберисел. Самоназвание годоберинцев — гъибдиди, а своего языка — гъибдилӀи мицци.

## Письменность
Годоберинский язык не имеет письменности. В книге П. А. Саидовой «Годоберинский язык» использовался следующий алфавит:
| А а   | Б б   | В в   | Г г   | Гъ гъ | Гь гь | Д д   | (Е е) |
| Ж ж   | Дж дж | З з   | И и   | Й й   | К к   | Кк кк | Къ къ |
| Кь кь | КI кI | Л л   | Лъ лъ | ЛI лI | М м   | Н н   | О о   |
| П п   | Р р   | С с   | Сс сс | Т т   | ТI тI | У у   | Х х   |
| Хх хх | Хъ хъ | Хь хь | ХI хI | Ц ц   | Цц цц | ЦI цI | Ч ч   |
| Чч чч | ЧI чI | Ш ш   | Щ щ   | Ъ ъ   | Э э   |       |       |

В Годоберинско-русском словаре П. А. Саидовой использовался такой алфавит:
| А а   | Ā ā | АН аН | Б б   | В в   | Г г   | Гъ гъ | Гь гь |
| ГI гI | Д д | Е е   | Ē ē   | ЕН еН | Ж ж   | Дж дж | З з   |
| И и   | К к | Къ къ | Кь кь | КI кI | Л л   | Лъ лъ | ЛI лI |
| М м   | Н н | О о   | П п   | Р р   | С с   | Т т   | ТI тI |
| У у   | Ӯ ӯ | УН уН | Х х   | Хъ хъ | Хь хь | ХI хI | Ц ц   |
| ЦI цI | Ч ч | ЧI чI | Ш ш   | Щ щ   | Ъ ъ   | Э э   |       |

## Социолингвистическая ситуация
Носители годоберинского живут в сёлах Годобери, Зибирхали и Беледи Ботлихского района Дагестана. Небольшое сообщество годоберинских переселенцев также проживает в селе Теречное Хасавюртовского района Дагестана. Сообщества годоберинцев также проживают в других местах в равнинном Дагестане: в сёлах Кизилюртовского и Кизлярского районов и в городе Южно-Сухокумске.
С 1939 года по конец XX века в переписях годоберинцы не воспринимались как отдельная этническая группа и записывались как аварцы, поэтому объективной статистики по количеству носителей за этот период не существует. В конце XX века лингвисты оценивали количество жителей Годобери и Зибирхали в 2 500 человек. В 2006 году лингвистка Патимат Саидова оценила количество носителей годоберинского в 4 000 человек. По данным переписи 2010 года, численность носителей в России составляет 128 человек.
Годоберинский является бесписьменным языком и используется преимущественно в бытовом общении. В начальных классах в качестве родного годоберинцам преподаётся аварский язык. Он также является языком межэтнического общения с соседними народами.

## Родственные языки и диалекты
Годоберинский язык принадлежит к андийской ветви нахско-дагестанской семьи. Как географически, так и в языковом смысле он занимает промежуточное положение между родственными андийскими языками: ботлихским и чамалинским.
Между годоберинским и зибирхалинским диалектами есть небольшие различия, которые относятся преимущественно к фонетике. В частности, в годоберинском заднеязычные согласные произносятся более палатализованно.

## Лингвистическая характеристика

### Фонетика и фонология

#### Гласные
| i, i:, ĩ |          | u, u:, ũ |
| e, e:    |          | o, o:    |
|          | a, a:, ã |          |

#### Согласные
|                          | Смычные      | Фрикативные | Сонорные |
| ------------------------ | ------------ | ----------- | -------- |
| Лабиальные               | p, b         |             | m, w     |
| Дентальные               | t, tː, tʼ, d |             | n        |
| Свистящие                | t͡s, t͡sː, t͡sʼ | s, sː, z    | r        |
| Шипящие                  | t͡ʃ, t͡ʃː, t͡ʃʼ | ʃ, ʃː, ʒ    |          |
| Латеральные              |              | ɬ, ɬɬ       | l        |
| Среднеязычные            |              |             | j        |
| Велярные                 | k, kː, kʼ, ɡ | x, xː       |          |
| Увулярные                | q, qʼ        | χ, χː, ʁ    |          |
| «Эмфатические» ларингалы | ʔ            | ʡ           |          |
| Ларингалы                | ’            | h           |          |

### Синтаксис
Годоберинский язык относится к эргативным языкам, но здесь возможны различные конструкции предложения. В годоберинском языке некоторые переходные глаголы допускают построение биноминальной конструкции, когда именительным падежом (точнее не оформляется никаким падежом) маркируется как пациенс, так и агенс; смысловой глагол при этом согласуется по классу с пациенсом, а вспомогательный — с агенсом:
ваш-у-ди гъугъ-е р-иккят-a р-укӀа Мальчик (ERG) голубей (NOM) ловил (эргативная конструкция)
ваша гъугъ-е р-иккят-a в-укӀа Мальчик (NOM) голубей (NOM) ловил (биноминальная конструкция).
В годоберинском языке известны наряду с дативными аффективные конструкции, отличающиеся тем, что агенс при глаголах чувственного восприятия ставится в специальном аффективном падеже. В годоберинском языке она характерна для трех экспериенциальных глаголов гьаи видеть, анлъи слышать, бии знать: иму-ра Анвар гьаа (Отцу Анвар привиделся) «Отец (AFF) Анвара (NOM) увидел». Сравните дативную конструкцию: ваш-у-лъи идалъ-ида яши «Мальчику девочка нравится» («Мальчик любит девочку»).
Кроме того, в годоберинском языке выделяют локативную конструкцию, в которой один из актантов оформляется номинативом, а другой — одной из пространственных форм: ГӀали-чӀу биччан дарци «Али понял урок»; ваша яш-у-хъи гьалищи «Брат посмотрел на сестру».